# Nokere Koerse 1990
La Nokere Koerse 1990, quarantacinquesima edizione della corsa, si svolse il 14 marzo per un percorso con partenza ed arrivo a Nokere. Fu vinta dal belga Herman Frison della squadra Histor-Sigma davanti ai connazionali Roger Van Den Bossche e Filip Van Vooren.

## Ordine d'arrivo (Top 10)
| Pos. | Corridore             | Squadra                           | Tempo    |
| ---- | --------------------- | --------------------------------- | -------- |
| 1    | Herman Frison         | Histor-Sigma                      | 4h28'00" |
| 2    | Roger Van Den Bossche | Isoglass-Garden Wood-Tonissteiner | a 25"    |
| 3    | Filip Van Vooren      | La William-Saltos-Fodua-Euroclean | a 27"    |
| 4    | Marc Macharis         | La William-Saltos-Fodua-Euroclean | s.t.     |
| 5    | Patrick De Wael       | Histor-Sigma                      | s.t.     |
| 6    | Luc Colijn            | Histor-Sigma                      | s.t.     |
| 7    | Fons De Wolf          | IOC-Tulip Computers               | s.t.     |
| 8    | Peter Naessens        | Isoglass-Garden Wood-Tonissteiner | s.t.     |
| 9    | Ferdi Dierickx        | La William-Saltos-Fodua-Euroclean | s.t.     |
| 10   | Paul Haghedooren      | Histor-Sigma                      | a 1'35"  |